# Gabriel de Ramel
Le comte Henri-Georges-Gabriel de Ramel, né à Alès le 11 décembre 1841 et mort dans le 17e arrondissement de Paris le 16 novembre 1924, est un militaire français de la fin du XIXe siècle.

## Biographie
Gabriel est le fils de l'ancien officier de cavalerie Jean-François-Régis-Henri de Ramel. Issu d'une famille royaliste d'Alès, celui-ci avait été garde du corps du roi, page et officier de la Maison de Louis XVIII. Gabriel est le frère aîné de Fernand de Ramel, avocat et député orléaniste sous la Troisième République.
Gabriel s'engage dans l'armée quelques semaines avant ses vingt ans. Sorti de l'École spéciale militaire de Saint-Cyr avec le grade de sous-lieutenant, il sert à partir de 1863 au sein du 22e régiment d'infanterie, qu'il ne quittera qu'en 1885. Pendant la Guerre franco-allemande de 1870, le lieutenant de Ramel prend part à la bataille de Sedan, à l'issue de laquelle il est fait prisonnier. Libéré en avril 1871, il accède au grade de capitaine en 1872. De 1881 à 1882, il participe à la campagne de Tunisie, ce qui lui vaut d'être décoré de la médaille coloniale et nommé officier du Nichan Iftikhar par le Bey de Tunis puis chevalier de la Légion d'honneur, ordre dans lequel il sera promu officier en 1898. En 1896, le colonel de Ramel rejoint le 24e régiment d'infanterie, dont il assurera le commandement jusqu'à sa retraite, en 1901.
En août 1887, au château de Flins près Meulan, il épouse Marie-Sophie-Noémie Hicks La Baume, sœur de la baronne Pierre Chappe d'Auteroche.
En janvier 1898, le colonel de Ramel fait partie du conseil de guerre qui acquitte le commandant Esterhazy alors que celui-ci est coupable des actes d'espionnage pour lesquels le capitaine Dreyfus a été injustement condamné. Émile Zola publie alors son célèbre J'accuse…!, dans lequel il critique vivement cette cour militaire qui « vient, par ordre, d’oser acquitter un Esterhazy, soufflet suprême à toute vérité, à toute justice ». Cette accusation suscite un procès en diffamation au cours duquel le colonel de Ramel et ses collègues se portent partie civile contre l'écrivain.
Après sa mise à la retraite, le colonel de Ramel rejoint les rangs de l'opposition antidreyfusarde et nationaliste. Vers 1902, il adhère au Comité Antimaçonnique de Paris, devenu en 1904 l'Association antimaçonnique de France, dont Ramel est d'abord l'un des vice-présidents avant d'en assurer la présidence après le départ du général de Kerdrel en 1914. Il se retire à son tour six ans plus tard, cédant la place au sénateur royaliste Dominique Delahaye.
Le 1er mai 1907, Gabriel de Ramel est l'un des passagers de l'impériale de l'omnibus d'où l'anarchiste russe Jacob Law tire sur les cuirassiers qui font reculer les manifestants sur la place de la République. Témoin de la scène, le colonel en retraite parvient à désarmer le tireur,.
Mort à Paris le 16 novembre 1924, il est inhumé trois jours plus tard au cimetière du Montparnasse (18e division) après une cérémonie religieuse en l'église Saint-François-de-Sales.

## Distinctions
- Officier de la Légion d'honneur (3 septembre 1898)[12]
- Médaille coloniale avec agrafe "Tunisie"
- Officier du Nichan Iftikhar